# Эньимба
«Эньимба» (англ. Enyimba International Football Club) — нигерийский футбольный клуб из города Аба. Выступает в Чемпионате Нигерии.

## История
Основан в 1976 году. Домашние матчи проводит на стадионе «Эньимба», вмещающем 25 000 зрителей.
«Эньимба» является одним из самых успешных нигерийских клубов на международной арене за всю историю, а также сильнейшим клубом Нигерии первого десятилетия XXI века. «Войны Аба» — первый и пока единственный клуб из Нигерии, которому удалось победить в Лиге чемпионов КАФ, причем, дважды подряд — в 2003 и 2004 годах. Также «Эньимба» является единственным нигерийским клубом, когда-либо побеждавшим в Суперкубке КАФ.

## Достижения

### Местные
- Чемпион Нигерии — 8 (2001, 2002, 2003, 2005, 2007, 2010, 2015, 2019)
- Обладатель Кубка Нигерии — 4 (2005, 2009, 2013, 2014)

### Международные
- Лига чемпионов КАФ (2)
  - Победитель: 2003, 2004

- Суперкубок КАФ (2)
  - Победитель: 2003, 2004